# Hans Josef Jungheim
Hans Josef Jungheim (Pseudonym: Joos Aremberg, * 13. Juni 1927 in Bonn; † 29. Dezember 2012) war ein deutscher Schriftsteller.

## Leben
Hans Josef Jungheim studierte Germanistik, Geschichte und Geografie in Bonn und Köln. Er war bis zu seiner Pensionierung als Schulamtsdirektor tätig in der Lehrerausbildung und
-fortbildung und wirkte mit an Schulbüchern zum Deutsch- und Geografieunterricht. Sein besonderes Interesse galt der Paläontologie, insbesondere den Fossilien des Rheinlandes. Daneben veröffentlichte er seit den Achtzigerjahren literarische Texte. Er lebte zuletzt in Erftstadt.
Hans Josef Jungheim war Verfasser von Romanen, Erzählungen und Gedichten. Er war Mitglied des Verbands Deutscher Schriftsteller und des Autorenkreises Rhein-Erft. Im Jahre 2000 wurde er für seine Fossilienforschungen mit dem Rheinlandtaler ausgezeichnet.

## Werke
- Fossilien aus dem rheinischen Mitteldevon, Köln 1980
- Nelly und die Jungen von Mirabell, Donauwörth 1980
- Der Mann aus der Kugel, Donauwörth 1981
- Versteinerte Welt, Köln 1983
- Nachruf, Pulheim 1984
- Brachiopoden, Korb 1987
- Im Jahr der Krähen, Pulheim 1990
- Das läuft der Wolf an einem Tag, Berlin 1991
- Labyrinth, Weilerswist 1994
- Die Eifel, Korb 1996
- Eifel-Brachiopoden, Korb 2000
- Eigentlich sollte es ein ganz normaler Ausflug werden, Norderstedt 2005
- Schnecken aus dem rheinischen Mitteldevon, Wiebelsheim 2005
- Morgengrauen, Norderstedt 2006

## Herausgeberschaft
- Schule und Museum, Euskirchen 1982
- Unser Wasser ist in Gefahr, Heinsberg 1983
- Alle brauchen Wasser, Heinsberg 1985
- Dem Zucker auf der Spur, Heinsberg 1985
- 400 Millionen Jahre Wald, Nettersheim 1994